# Dove Cameron
Dove Olivia Cameron, nata Chloe Celeste Hosterman (Bainbridge Island, 15 gennaio 1996), è un'attrice e cantante statunitense.

Firma di Dove Cameron

È nota per aver interpretato un doppio ruolo nei panni degli omonimi personaggi nella sitcom per ragazzi Disney Channel Liv e Maddie, per i quali ha vinto un Daytime Emmy Award come "miglior interprete nella programmazione per bambini", e per aver interpretato Mal nella serie di film Descendants.
Nel 2022 ottiene successo con il suo singolo Boyfriend il quale, diventato popolare su TikTok, entra nelle classifiche di diversi Paesi, tra cui la Billboard Hot 100 negli Stati Uniti e la Official Charts nel Regno Unito.

## Biografia

### Primi anni di vita
Chloe Celeste Hosterman, in arte Dove Cameron, è nata e cresciuta a Bainbridge Island, nello stato di Washington. È figlia di Philip Alan Hosterman e Bonnie Wallace, che in seguito hanno divorziato; ha una sorella maggiore, Claire. All'età di otto anni, ha iniziato a recitare in un teatro a Bainbridge, e a 14 anni la sua famiglia si è trasferita a Los Angeles. Ha dichiarato di essere stata vittima di bullismo durante la sua esperienza scolastica, dalla quinta elementare alla fine delle scuole superiori. Nel 2011, quando Dove Cameron aveva 15 anni, il padre si suicidò, e in suo onore adottò “Dove” come nome legale, ossia "colomba", il vezzeggiativo con cui lui la chiamava.

## Carriera

### Attrice

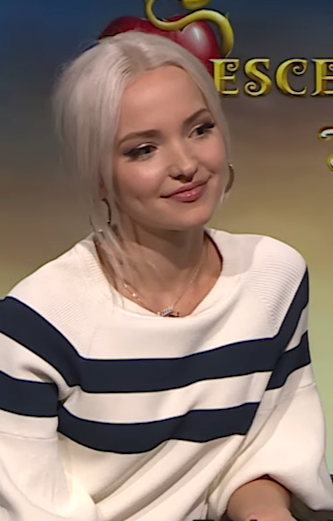
Dove Cameron nel 2017

Ha iniziato a recitare a 12 anni, ed è stata scoperta dalla Disney nel 2012, quando è stata scelta come protagonista in una nuova serie di Disney Channel dal titolo originale Bits and Pieces interprentando Alanna. Poco prima le riprese, Bits and Pieces è stato rinominato nell'attuale Liv e Maddie e Dove interpreta le gemelle Liv e Maddie Rooney.
La serie ha debuttato il 15 settembre 2013 su Disney Channel e si è conclusa il 27 luglio 2014. Il 13 gennaio 2014, la Disney ha rinnovato la serie per una seconda stagione di 13 episodi, successivamente ampliata a 24 episodi, debuttando il 21 settembre 2014.
Sempre per la Disney, nel 2014 interpreta Kayla Morgan nel film Disney per la televisione, Cloud 9 e nel 2015 interpretando Mal, la figlia di Malefica, nel film Disney per la televisione Descendants.
Sempre nel 2015 esce il primo album della serie Liv e Maddie ed interpreta diversi ruoli come Liz Larson nel film Barely Lethal - 16 anni e spia, Bobbie in un episodio della serie Austin & Ally e Beth nel film per la TV, R.L. Stine's Monsterville: Un demone in corpo.
Dal 29 marzo 2016, per Dove iniziano le riprese della quarta stagione di Liv e Maddie, e nell'estate dello stesso anno, invece, torna ad indossare i panni di Mal per le riprese del secondo capitolo di Descendants, che è andato in onda nell'estate del 2017. Il 2 agosto 2016 l'attrice è entrata a far parte del cast di Hairspray Live!, mandato in onda il 9 dicembre sul canale televisivo statunitense NBC interpretando il personaggio di Amber Von Tussle. Nel 2019 ha interpretato per la terza volta la figlia di Malefica nel terzo capitolo di Descendants e recita con Renée Fleming nel musical The Light in the Piazza, in scena alla Royal Festival Hall di Londra, l'Opera di Chicago e la Los Angeles Opera.
Nel 2021 viene annunciata la sua partecipazione come co-protagonista della serie Le Superchicche, reboot in live action dell'omonimo cartoon.

### Cantante
Il 27 agosto 2013, Dove ha pubblicato una cover di On Top of the World degli Imagine Dragons come singolo promozionale. Il 15 ottobre 2013, Better in Stereo, sigla di Liv e Maddie, è stato pubblicato come singolo sotto l'etichetta della Walt Disney Records. La canzone ha fatto il suo debutto sulla Billboard Kid Digital Songs piazzandosi al numero uno, diventando così la prima hit numero uno di Dove.
Nel 2015 Dove e Ryan McCartan, fidanzato e collega di Liv e Maddie, formano un gruppo musicale dal titolo The Girl and the Dreamcatcher pubblicando il loro primo singolo Written in the Stars. Partecipa alla la colonna sonora della serie, così come a quella dei tre film di Descendants. Da essa vengono estratti i singoli Rotten to the Core, If Only, Set It Off e Evil Like Me, che tutti presentano la sua voce e hanno raggiunto le classifiche.
Nel 2016 pubblica due singoli, Genie in a Bottle, cover dance pop del brano di Christina Aguilera e Make You Stay, con l'ex fidanzato Ryan McCartan.
Sempre nel 2016, il 29 luglio, Dove e Ryan hanno pubblicato il loro primo EP musicale, Negatives, introducendo i singoli Make You Stay, Glowing in the Dark e 4 nuove canzoni.
Il 27 settembre 2019, esce il suo EP di debutto contenente due tracce, Bloodshot e Waste e, successivamente, i singoli So Good e Out Of Touch.
Nel gennaio 2020, annuncia il mini-tour "An Evening with Dove Cameron", i primi due concerti da solista, che si terranno ad aprile dello stesso anno a Los Angeles e New York, entrambi sold out dopo poche ore dalla messa in vendita dei biglietti. Il 10 aprile 2020 esce il suo 5º singolo "Remember Me" in collaborazione con la rapper Bia.
Il 24 luglio 2020 pubblica il nuovo singolo We Belong, compreso nella colonna sonora del film After 2, in uscita il 2 settembre in Italia. Il 2 aprile 2021 pubblica il singolo LazyBaby. L'11 febbraio 2022 ha reso disponibile il singolo Boyfriend, anticipato su TikTok, dove è divenuto popolare: ha raggiunto la top ten nel Regno Unito e la top fifty negli Stati Uniti e le ha fatto vincere il premio come miglior artista esordiente agli MTV video music awards 2022.
Il 1º dicembre 2023 è uscito il suo primo album, dal titolo Alchemical: Volume 1. Dopo un periodo di pausa di circa 14 mesi, la cantante ha rilasciato il 21 febbraio 2025 il singolo Too Much e il 2 maggio 2025 il singolo French Girls, che preannunciano l'uscita del suo prossimo album.

## Vita privata
Cameron ha dichiarato di essere bisessuale, ma nel maggio 2021 ha affermato che ritiene che queer sia il modo più accurato per descrivere la sua sessualità. 
Si è fidanzata con Ryan McCartan, suo collega sul set di Liv e Maddie, nell'agosto 2013. La coppia ha annunciato il proprio fidanzamento ufficiale il 14 aprile 2016. Nell'ottobre 2016 la coppia ha rotto il fidanzamento. Da dicembre 2016 a ottobre 2020 ha avuto una relazione con Thomas Doherty, incontrato sul set di Descendants 2.
È stata molto amica dell'attore Cameron Boyce, conosciuto sul set di Descendants e deceduto nel luglio 2019: a seguito della sua morte ha dovuto appoggiarsi a un terapeuta, e ha pubblicato un commovente video sui social, nel quale diceva addio all'amico.
Nell'autunno 2023 si fidanza con Damiano David con cui convive a Los Angeles.

## Discografia

### Album in studio
- 2023 – Alchemical: Volume 1

### EP
- 2016 – Negatives (con il gruppo The Girl and the Dreamcatcher)
- 2019 – Bloodshot/Waste
- 2022 – Girl like Me

### Colonne sonore
- 2015 – Liv e Maddie Soundtrack
- 2015 – Descendants 1: Movie Soundtrack
- 2017 – Descentants 2: Movie Soundtrack
- 2019 – Descentants 3: Movie Soundtrack

### Singoli
- 2014 – Count Me In
- 2015 – If Only
- 2017 – Ways to Be Wicked (feat. Sofia Carson, Booboo Stewart e Cameron Boyce)
- 2018 – Stronger (feat. China Anne McClain)
- 2019 – Good to Be Bad (feat. Sofia Carson, Booboo Stewart e Cameron Boyce)
- 2019 – So Good
- 2019 – Out of Touch
- 2020 – Remember Me (feat. Bia)
- 2020 – We Belong
- 2021 – LazyBaby
- 2022 – Boyfriend
- 2022 – Breakfast
- 2022 – Bad Idea
- 2023 – We Go Down Together (con Khalid)
- 2023 – Use Me (Brutal Hearts) (con Diplo, Sturgill Simpson e Johnny Blue Skies)
- 2023 – Other Boys (con Marshmello)
- 2023 – Lethal Woman
- 2023 – Sand
- 2025 – Too Much
- 2025 – French Girls
- 2025 – Romeo

### Collaborazioni
- 2021 – Taste of You (Rezz feat. Dove Cameron)
- 2025 – Zombie Lady (Damiano David)

## Filmografia

### Attrice

#### Cinema
- Barely Lethal - 16 anni e spia (Barely Lethal), regia di Kyle Newman (2015)
- R.L. Stine: I racconti del brivido - L'armadio delle anime (Monsterville: Cabinet of Souls), regia di Peter DeLuise (2015)
- Voglio una vita a forma di me (Dumplin'), regia di Anne Fletcher (2018)
- Vengeance, regia di B. J. Novak (2022)

#### Televisione
- Shameless – serie TV, episodi 2x04-2x05 (2012)
- The Mentalist – serie TV, episodio 5x02 (2012)
- Malibu Country – serie TV, episodio 1x08 (2013)
- Liv e Maddie (Liv and Maddie) – serie TV, 80 episodi (2013-2017)
- Cloud 9, regia di Paul Hoen – film TV (2014)
- Austin & Ally – serie TV, episodio 4x06 (2015)
- Descendants, regia di Kenny Ortega – film TV (2015)
- Hairspray Live!, regia di Kenny Leon e Alex Rudzinski – film TV (2016)
- The Lodge – serie TV, 4 episodi (2017)
- Descendants 2, regia di Kenny Ortega – film TV (2017)
- Agents of S.H.I.E.L.D. – serie TV, 6 episodi (2018)
- Soy Luna – telenovela, episodio 3x22 (2018)
- Angie Tribeca – serie TV, episodio 4x02 (2018)
- Under the Sea: A Descendants Short Story, regia di Hasraf Dulull – cortometraggio TV (2018)
- Descendants 3, regia di Kenny Ortega – film TV (2019)
- Schmigadoon! – serie TV, 12 episodi (2021-2023)
- La pazza storia del mondo, Parte II (History of the World, Part II) – serie TV, 3 episodi (2023)

### Doppiatrice
- Descendants: Wicked World – serie animata, 31 episodi (2015-2017)
- Ultimate Spider-Man (Ultimate Spider-Man vs. the Sinister Six) – serie animata, episodio 4x19 (2016)
- LEGO Star Wars: The Freemaker Adventures – serie animata, episodio 2x13 (2017)
- Marvel Rising: Initiation – serie animata (2018)
- Angry Birds 2 - Nemici amici per sempre (The Angry Birds Movie 2), regia di Thurop Van Orman (2019)
- Descendants - Il matrimonio reale (Descendants: The Royal Wedding) - cortometraggio (2021)

### Programmi televisivi
- Project Runway (2017)
- The Disney Family Singalong (2020)
- RuPaul's Drag Race (2023)

### Video musicali
- Graduation di Benny Blanco e Juice Wrld (2019)

## Teatro
- 2007: Les Misérables – nel ruolo di Cosette (Brainbridge Performing Arts)
- 2008: The Secret Garden – nel ruolo di Mary
- 2017: Mamma Mia! – nel ruolo di Sophie Sheridan (Hollywood Bowl)
- 2018-19: Clueless: The Musical – nel ruolo di Cher Horiwitz (Off-Broadway)
- 2019: The Light in the Piazza – nel ruolo di Clara Johnson (Southbank Centre)

## Riconoscimenti
- Daytime Emmy Award
  - 2018 – Miglior artista in un programma per bambini per Liv e Maddie[26]
- Kids' Choice Awards
  - 2016 – Candidatura alla miglior attrice televisiva (Kids' Show) per Liv e Maddie[27]
  - 2017 – Candidatura alla miglior attrice televisiva (Kids' Show) per Liv e Maddie
  - 2020 – Miglior attrice cinematografica per Descendants 3
- MTV Movie & TV Awards
  - 2017 – Candidatura al miglior momento musicale per Hairspray Live![28]
- MTV Video Music Awards
  - 2022 – Miglior artista esordiente[19]
  - 2023 – Miglior video con un messaggio sociale[29]

## Doppiatrici italiane
Nelle versioni in italiano delle opere in cui ha recitato, Dove Cameron è stata doppiata da:
- Joy Saltarelli in Liv e Maddie, Descendants, Descendants 2, Descendants 3, Under the Sea: A Descendants Story, Cloud 9, Barerly Lethal - 16 anni e spia, The Lodge
- Martina Felli in R.L. Stine: I racconti del brivido - L'armadio delle anime
- Margherita De Risi in Agents of S.H.I.E.L.D.
- Valentina Favazza in The Mentalist
- Valentina Stredini in Voglio una vita a forma di me
- Sara Crestini in Schmigadoon!
- Maria Giulia Ciucci in Austin & Ally

Da doppiatrice è sostituita da:
- Joy Saltarelli in Descendants: Wicked World, Ultimate Spider-Man, Descendants - Il matrimonio reale
- Lavinia Paladino in Angry Birds 2 - Nemici amici per sempre